# Nicolaas Johannes Diederichs
Nicolaas Johannes Diederichs, né le 17 novembre 1903 à Ladybrand et mort le 21 août 1978 au Cap, est un professeur d'université, un homme d'État et un chef d'État sud-africain.
Membre de la communauté afrikaner, Nico Diederichs est membre du Parti national et du parlement (1948-1975) pour les circonscriptions de Randfontein (1948-1958), Losberg (1958-1974) et Overvaal (1974-1975). Ministre de l'économie, des mines ou des finances dans divers gouvernements sud-africains entre 1958 et 1975, il est président de l'État de la république d'Afrique du Sud de 1975 à 1978.

## Biographie

### Jeunesse et carrière professionnelle
Né le 17 novembre 1903 dans l'État libre d'Orange alors colonie britannique de l'Orange, Nicolaas Diederichs étudie l'économie et les sciences politiques d'abord à l'université de Stellenbosch puis en Europe où il obtient un doctorat à l'université de Leyde aux Pays-Bas.
De retour en Afrique du Sud, il est professeur de philosophie politique à l'université de l'État libre d'Orange de 1933 à 1940. Il est également élu président de la Ligue nationale des étudiants afrikaners (Afrikanse Nasionale Studentebond).
De ses années passées en Allemagne, il reste imprégné d'idées nationales-socialistes et garde une admiration pour le troisième Reich,. En Afrique du Sud, dans les années 1930 et 1940, il fait l'apologie dans les cercles nationalistes afrikaners d'une version radicale de national-christianisme afrikaner imprégné de théologie calviniste.
De 1938 à 1942, il préside le Broederbond et aux cérémonies du Oxwagon Trek de 1938 (festivités organisées en Afrique du Sud à l'occasion du centenaire du grand Trek). En 1939, il est élu à la présidence du Reddingsdaadbond, une organisation culturelle et d'entraide pour les Afrikaners.

### Carrière politique
Il adhère en 1940 au Parti national réunifié. En 1948, Diederichs commence officiellement une carrière politique en étant élu député de Randfontein (Transvaal) sous les couleurs de son parti lequel remporte les élections et introduit l'apartheid en Afrique du Sud.
Ministre de l'économie (1958-1967) et des mines (1961-1964) dans le gouvernement Verwoerd puis des finances (janvier 1967-avril 1975) dans le gouvernement Vorster, il reçoit en 1974 le titre de "business-statesman of the year" par la  Harvard Business School Club of South Africa pour les résultats de sa politique économique concrétisée alors par une forte croissance . Il obtient aussi une petite notoriété internationale à l'ardente campagne qu'il mène durant une décennie en faveur du maintien du rôle monétaire de l'or ce qui lui vaut alors le surnom de M. métal jaune.
Nico Diederichs est également connu dans les pays d'Afrique de l'Est pour avoir accordé une entrevue à un journaliste kenyan dans laquelle il avait déclaré que l'Afrique du Sud était et resterait le pays de l'homme blanc (« white man's country »), que l'Afrique du Sud ne représentait que 5 % du continent, que ces 5 % pouvaient être laissés aux Blancs lesquels employaient des millions de Noirs et que le « nouveau libéralisme », selon lequel toutes les nations et tous les peuples sont égaux, était une sérieuse menace pour l'Afrique du Sud.
Le 21 février 1975, Diederichs est élu président de l'État par le Parlement et prend ses fonctions le 19 avril suivant. Il succède à Jacobus Johannes Fouché après un bref intérim assuré par Johannes de Klerk, père de Frederik de Klerk.
Il exerce cette fonction honorifique jusqu'à sa mort d'une crise cardiaque le 21 août 1978 au Cap. Marais Viljoen lui succède par intérim alors à la tête de l'État.

### Vie privée
Marga Potgieter, l'épouse de Nico Diederichs, est l'une des anciennes « Premières dames » d'Afrique du Sud reçues par Nelson Mandela à la résidence présidentielle en 1995. Elle est morte à Pretoria en 1998, âgée de 91 ans.